# Phasaelis

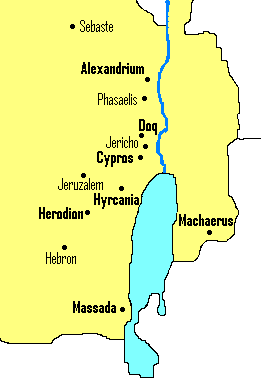
Festungen des Herodes

Phasaelis ist eine archäologische Stätte in den Palästinensischen Autonomiegebieten (Gouvernement Jericho). Das Bodendenkmal befindet sich nördlich vom Dorf el-Faṣajil, in dessen Namen das antike Phasaelis noch erkennbar ist. 
Phasaelis wurde vom jüdischen König Herodes dem Großen wohl nach 30 v. Chr. im Jordan-Tal gegründet und erhielt ihren Namen nach Herodes’ 40 v. Chr. verstorbenem Bruder Phasael. Das benachbarte, bisher wüstenhafte Gebiet wurde so reger gewerblicher Tätigkeit erschlossen. Als Herodes 4 v. Chr. starb, erbte seine Schwester Salome die Stadt. Salome, die um 10 n. Chr. starb, vermachte Phasaelis und die Stadt Jamnia testamentarisch ihrer Freundin, der Kaiserin Livia. Dann ging Phasaelis an Tiberius über und blieb auch in der Folge in kaiserlichem Besitz.
Die Stadt war aufgrund ihrer nahegelegenen Dattelpalm-Wälder berühmt. Sie ist auch auf der byzantinischen Mosaikkarte von Madaba verzeichnet. Um 600 n. Chr. erbaute der heiligmäßig lebende Mönch Georg von Kappadokien in Phasaelis eine Kirche zu Ehren des heiligen Kyriakos. Im 7. Jahrhundert erwähnt noch der Geograph von Ravenna das Dorf unter der Namensform Fasselide.
Ausgrabungen haben bisher nicht stattgefunden, daher sind die bei Surveys festgestellten Überreste der antiken Stätte nicht sicher zu deuten. Anstelle einer Stadt könnte sich hier auch ein königliches Landgut, vielleicht mit einem Palast, befunden haben.